# Verwaltungsgliederung Preußens
Die Verwaltungsgliederung Preußens war die Grundlage einer sehr modernen Landesverwaltung, die durch die Preußischen Reformen von 1815/1818 geschaffen wurde. Zwischen der Landesregierung und der Gemeindeebene wurden drei regionale Ebenen der staatlichen Verwaltung geschaffen: die Provinzen, die Regierungsbezirke und die Kreise.

## Ebenen
Die drei preußischen Verwaltungsebenen wurden zum Vorbild für die Verwaltungsgliederung auch im übrigen Deutschland. Landkreise und Regierungsbezirke sind bis heute Bestandteil der deutschen Verwaltungsgliederung. Die Provinzen entsprachen in ihrer Größe etwa den heutigen Ländern und wurden nach der Auflösung Preußens zur Grundlage der Neugliederung der deutschen Länder durch die Besatzungsbehörden 1945/1946.

### Provinzen
Da nach der Reichsgründung 1871 über die Hälfte des Reichsgebiets zu Preußen gehörte, spielten im traditionell föderal geprägten Deutschland die preußischen Provinzen eine ähnliche Identifikationsrolle wie ansonsten nur die Länder außerhalb Preußens, denen sie (im Gegensatz zum preußischen Gesamtstaat) nach Größe, Bevölkerung und wirtschaftlicher Bedeutung vergleichbar waren. Dabei war hilfreich, dass die Abgrenzung und Benennung der Provinzen in den meisten Fällen auf gewachsene historische und landsmannschaftliche Zusammenhänge Rücksicht nahm. Für die Identifikation der (ggf. ehemaligen) Bewohner mit ihrer Heimat spielen die ehemaligen preußischen Provinzen bis heute eine wichtige Rolle, vor allem in den Regionen, die heute nicht mehr als einheitliche Verwaltungseinheit existieren, wie etwa in Westfalen, Schlesien, dem Rheinland oder Ostpreußen.
Ab 1875 waren die Provinzen zugleich Körperschaften der Selbstverwaltung der angehörigen Land- und Stadtkreise wie auch nachgeordnete Verwaltungseinheiten der preußischen Staatsregierung. Dies spiegelte sich in entsprechenden doppelten Institutionen wider. Land- und Stadtkreise entsandten Abgeordnete in die Provinziallandtage mit jeweils sechsjähriger Legislaturperiode. Der Provinziallandtag wählte aus seiner Mitte eine provinziale Regierung, den Provinzialausschuss, und dessen Leiter, den Landesdirektor (für 6 bis 12 Jahre), später Landeshauptmann genannt. Provinziallandtag, -ausschuss und Landesdirektor erfüllten kreisübergreifende Aufgaben des Provinzialverbands wie z. B. Pflege von Kultur und Gesundheitsversorgung (Provinzialnervenheilanstalten). Der preußische Innenminister berief für die Staatsregierung in jeder Provinz einen Oberpräsidenten, dem ein eingesetzter Provinzialrat zur Seite stand. Oberpräsident und Rat übten im provinzialen Rahmen Aufsichtsfunktionen für die Staatsregierung aus.
Die heutigen Länder Schleswig-Holstein und Brandenburg gehen unmittelbar auf preußische Provinzen zurück, die Länder Niedersachsen, Hessen und Sachsen-Anhalt entstanden durch den Zusammenschluss preußischer Provinzen mit ihren selbständig gebliebenen nichtpreußischen Nachbarstaaten. Die Länder Nordrhein-Westfalen, Rheinland-Pfalz und das Saarland bestehen fast ausschließlich oder zu großen Teilen (Rheinland-Pfalz) aus den Gebieten der früheren preußischen Rheinprovinz, der Provinz Westfalen und Randgebieten der Provinz Hessen-Nassau, wobei aber die preußische Vergangenheit im Saarland (wegen der Prägung durch die langjährige Verbindung mit Frankreich nach 1918 und nach 1945) und in Rheinland-Pfalz (wegen der nichtpreußischen Herkunft erheblicher Landesteile, wie der Pfalz, Rheinhessen oder auch Birkenfeld) für die Landesidentität eine geringere Rolle spielt.
Zu Anfang des 19. Jahrhunderts und nach 1919 (bedingt durch die ausschließlich preußische Provinzen betreffenden Gebietsverluste gegenüber Belgien, Dänemark, Polen, Litauen und der Tschechoslowakei) gab es mehrere Umgliederungen, Zusammenschlüsse und Teilungen preußischer Provinzen. In der Zeit dazwischen blieb die Einteilung stabil, so dass sich die zwölf Provinzen dieser Zeit als „klassisch“ im deutschen Bewusstsein etablieren konnten:
Die sechs bzw. sieben östlichen Provinzen
Ostpreußen
Westpreußen
Brandenburg
Pommern
Posen
Schlesien
Sachsen
Die westlichen Provinzen
Westfalen
Rheinprovinz
Schleswig-Holstein (ab 1867)
Hannover (ab 1867)
Hessen-Nassau (ab 1867)
West- und Ostpreußen bildeten 1824–1877 eine gemeinsame Provinz Preußen.
Der Spitzenbeamte einer Provinz hatte die Bezeichnung Oberpräsident, die anfangs ständische, später gewählte Legislative Provinziallandtag.

### Regierungsbezirke
Unterhalb der Provinzebene wurden „königliche Regierungen“ eingerichtet, die später als Regierungsbezirk bezeichnet und als Mittelinstanz auch von anderen Ländern eingeführt wurden. Pro Provinz gab es zwischen einem (Schleswig-Holstein) und sechs (Hannover, Rheinprovinz) Regierungsbezirken; Schlesien, Sachsen, Pommern und Westfalen drei, die übrigen Provinzen zwei. An der Spitze eines Regierungsbezirks stand, wie heute, ein Regierungspräsident.
Im Gegensatz zu den Provinzen trugen die Regierungsbezirke und Landkreise nicht einen traditionellen Namen, sondern den ihres Verwaltungssitzes. Diese lagen in manchen Fällen nicht im größten Ort. So wurden etwa das östliche Ruhrgebiet von Arnsberg, das südliche Westpreußen von Marienwerder und die Stadt Frankfurt am Main von Wiesbaden aus regiert. Beides trug dazu bei, dass die Identifikation der Bevölkerung mit der regionalen Ebene Regierungsbezirk, wie heute, gering war.
Ausnahmen bestanden dort, wo die Regierungsbezirke traditionelle Teilregionen ihrer Länder (Provinzen) abbildeten, auch wenn dies nicht im Namen zum Ausdruck kam: So entsprach etwa der Regierungsbezirk Stettin dem historischen Vorpommern und der Regierungsbezirk Oppeln konnte als hinreichende geographische Definition für Oberschlesien gelten. In der Weimarer Republik bildete er sogar eine eigene Provinz unter diesem Namen.

### Kreise
Auf lokaler Ebene wurden Kreise eingerichtet, die ein Bindeglied zwischen der staatlichen Verwaltung und der durch die geplante (aber erst Ende des 19. Jahrhunderts verwirklichte) kommunale Selbstverwaltung zu größerer Bedeutung gelangten Gemeindeebene bilden sollte. Die nunmehr selbständigen und von einem meist ehrenamtlichen Bürgermeister repräsentierten Gemeinden wurden durch die Kreisverwaltung und ihre professionelleren Strukturen in der Ausübung ihrer Amtsgeschäfte unterstützt.
Den Spitzenbeamten eines Landkreises nannte man damals wie heute Landrat, den Sitz der Kreisverwaltung Landratsamt oder Kreishaus.
Die Größe eines Kreises sollte so bemessen sein, dass von jedem Dorf aus innerhalb eines Tages eine Reise mit der Kutsche zum Sitz der Kreisverwaltung, die Ausführung der geplanten Amtsgeschäfte und die Rückreise möglich sein sollte oder umgekehrt der Landrat ein entlegenes Dorf besuchen konnte, ohne dort übernachten zu müssen.
Größere Städte blieben außerhalb der Zuständigkeit der Landkreise, da sie selbst über eine professionelle Verwaltung verfügten und ihre Amtsgeschäfte allein erledigen konnten. Sie bildeten einen Stadtkreis, später als kreisfreie Stadt bezeichnet. Auch dieses Phänomen ist bis heute Teil des deutschen Verwaltungsaufbaus. Da die Ära des hier beschriebenen Verwaltungsaufbaus (1815–1945) auch die für Europas Städte extrem bedeutende Zeit der Industrialisierung umfasst, die unter anderem von einem rasanten Wachstum der Städte gekennzeichnet war, stieg die Zahl der kreisfreien Städte in Preußen immer weiter an, weil ehemalige Kleinstädte oder gar Dörfer innerhalb weniger Jahrzehnte fünf- oder sechsstellige Einwohnerzahlen erreichten und damit den Rahmen der für ländliche Gebiete gedachten Kreisverwaltungen sprengten und deshalb, oft gegen den erbitterten Widerstand der Landräte, aus ihren Landkreisen austreten durften.
Kreise, deren Verwaltungssitz in einer ihr nicht angehörenden Stadt lag, wurden Landkreis genannt, im Gegensatz zum gleichnamigen Stadtkreis. Alle übrigen Kreise hießen amtlich Kreis.

## Geschichte

### 1701–1807

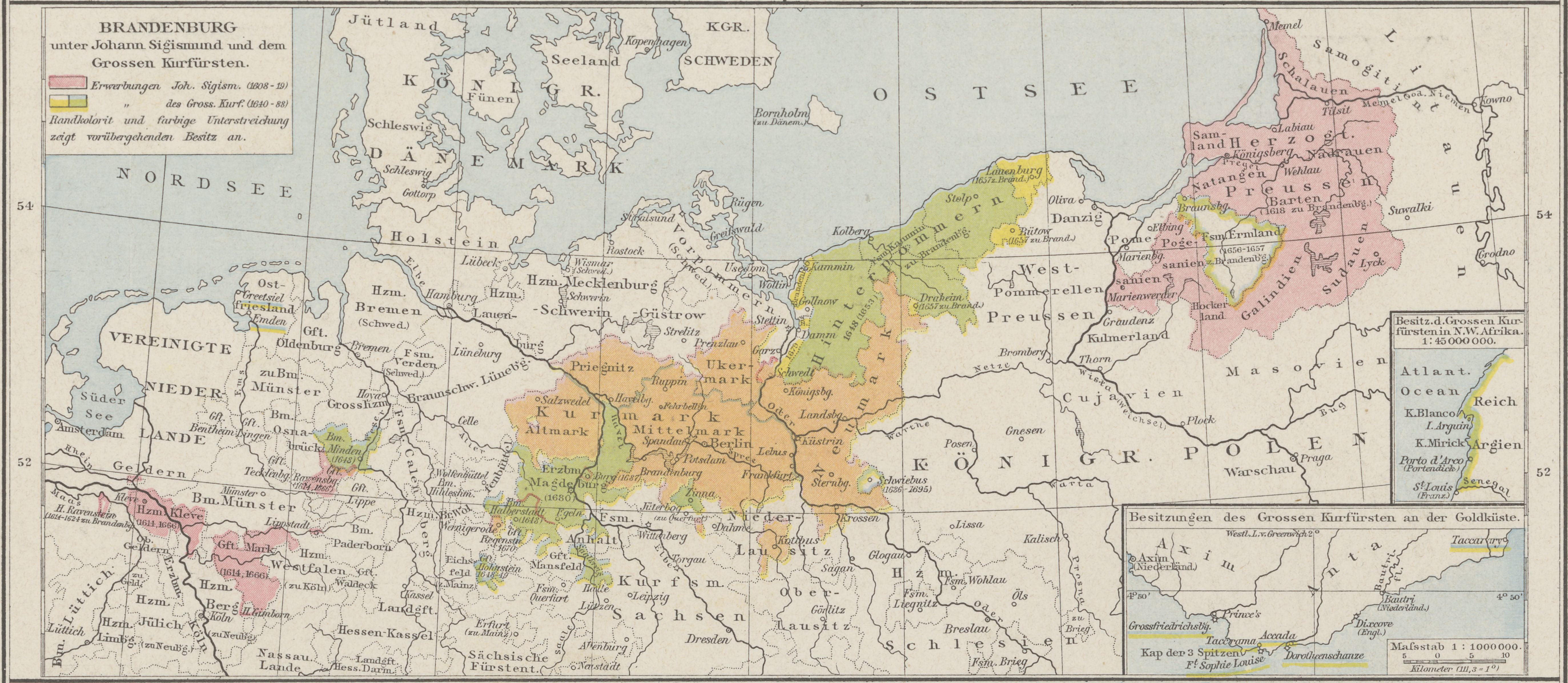
Die Landesteile Brandenburg-Preußens am Ende des 17. Jahrhunderts

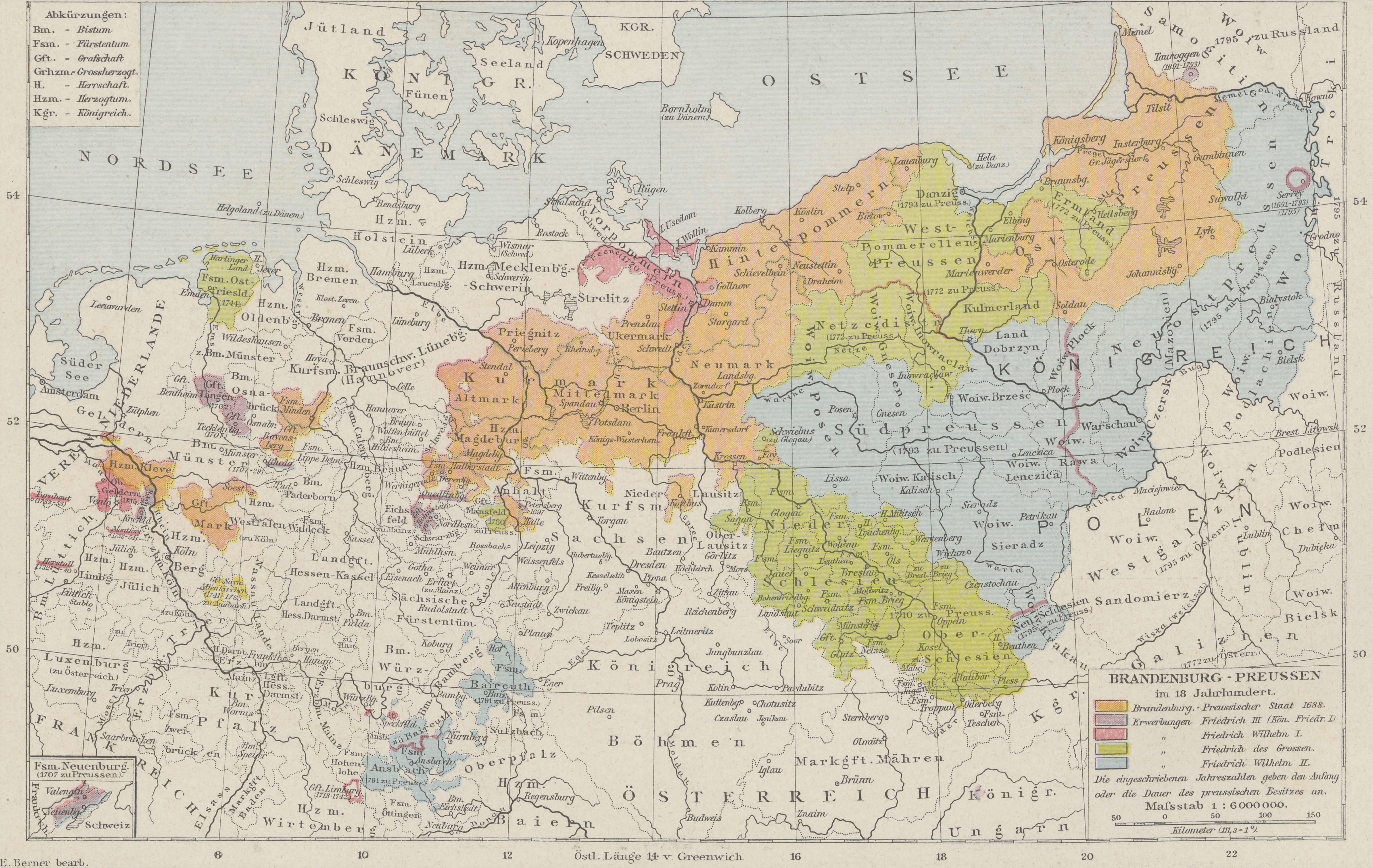
Gebietszuwächse im 18. Jahrhundert

Die hohenzollernschen Gebiete, aus denen sich nach der Krönung Friedrichs I. im 18. Jahrhundert ein Staat unter dem Namen „Preußen“ entwickelte, bestanden Anfang des 18. Jahrhunderts aus den Landesteilen Preußen (dem Königreich), Brandenburg, Pommern, Herzogtum Geldern, Herzogtum Kleve, Grafschaft Moers, Grafschaft Tecklenburg, Grafschaft Lingen, Fürstentum Minden, Grafschaft Mark, Grafschaft Ravensberg, Lippstadt, Herzogtum Magdeburg, Fürstentum Halberstadt, Fürstentum Neuenburg und Grafschaft Valangin.
1713 wurden die Landesteile in folgende Provinzen gegliedert:
1. Mittelmark, Uckermark und Altmark
2. Neumark-Pommern-Kaschubei
3. Herzogtum Preußen, das „Königreich“
4. Geldern-Kleve
5. Minden-Mark-Ravensberg
6. Magdeburg-Halberstadt
7. Kanton Neuenburg
8. Valangin

1740 wurden die Provinzialbehörden in Kriegs- und Domänenkammern überführt oder neu gegliedert. Auch deren Gestalt änderte sich im Laufe der folgenden Jahrzehnte mehrmals, als weitere Gebiete zu Preußen kamen, darunter 1742 das Herzogtum Schlesien und 1744 das Fürstentum Ostfriesland.
Durch territoriale Neuerwerbungen zu Ende des 18. Jahrhunderts und Anfang des 19. Jahrhunderts erweiterte sich auch die Zahl der Gesamtprovinzen Preußens.
| Provinzgruppe        | Nummer | Provinz                                                   | Anfall     | Abgang            | km²     | EW        | EW/km² | Städte | Städte >5.000 EW | Städte 2.000–5.000 EW | Städte <2.000 EW |
| -------------------- | ------ | --------------------------------------------------------- | ---------- | ----------------- | ------- | --------- | ------ | ------ | ---------------- | --------------------- | ---------------- |
| Ost                  | 1.0    |                                                           |            |                   | 176.596 | 4.104.000 | 23,24  | 525    | 18               | 073                   | 434              |
|                      | 1.1    | (Alt-)Ostpreußen                                          | 1618       | 1945              | 039.424 | 0.990.000 | 25,11  | 067    | 06               | 025                   | 036              |
|                      | 1.2    | Neuostpreußen                                             | 1795       | 1807              | 051.240 | 0.877.000 | 17,12  | 129    | 0                | 008                   | 121              |
|                      | 1.3    | Westpreußen                                               | 1772/76    | 1920/45           | 032.256 | 0.817.000 | 25,33  | 094    | 06               | 018                   | 070              |
|                      | 1.4    | Südpreußen                                                | 1793       | z. T. 1807        | 053.676 | 1.420.000 | 26,46  | 235    | 06               | 022                   | 207              |
| Zentral              | 2.0    |                                                           |            |                   | 109.310 | 4.203.400 | 38,45  | 380    | 33               | 104                   | 243              |
|                      | 2.1    | Herzogtum Schlesien                                       | 1741       | 1945              | 040.656 | 2.047.000 | 50,35  | 147    | 11               | 043                   | 093              |
|                      | 2.2    | Mark Brandenburg                                          | 1415       | z. T. 1945        | 035.728 | 1.177.000 | 32,94  | 123    | 13               | 034                   | 076              |
|                      | 2.3    | Herzogtum Pommern                                         | 1648, 1721 | z. T. 1945        | 024.761 | 0.518.000 | 20,92  | 056    | 03               | 014                   | 039              |
|                      | 2.4    | Herzogtum Magdeburg mit Grafschaft Mansfeld               | 1648, 1680 | (z. T. 1807–1813) | 006.093 | 0.320.000 | 52,52  | 036    | 03               | 005                   | 028              |
|                      | 2.5    | Grafschaft Hohnstein, Fürstentum Halberstadt, Quedlinburg | 1648       | 1807–1813         | 002.072 | 0.141.400 | 68,24  | 018    | 03               | 008                   | 007              |
|                      | 2.6    | Fürstentum Erfurt und Eichsfeld                           | 1802       | 1806              | 002.716 | 0.158.000 | 58,17  | 009    | 03               | 003                   | 003              |
| Nord-West            | 3.0    |                                                           |            |                   | 017.645 | 0.873.000 | 49,48  | 104    | 08               | 021                   | 075              |
|                      | 3.1    | Grafschaft Kleve und Grafschaft Mark                      | 1612       | 1801/07–1815      | 004.004 | 0.202.000 | 50,45  | 036    | 03               | 010                   | 023              |
|                      | 3.2    | Fürstentum Minden und Grafschaft Ravensberg               | 1648       | 1807–1815         | 001.951 | 0.166.000 | 85,08  | 014    | 01               | 002                   | 011              |
|                      | 3.3    | Grafschaft Lingen und Grafschaft Tecklenburg              | 1702       | 1807–1815         | 000.728 | 0.046.000 | 63,19  | 008    | 0                | 000                   | 008              |
|                      | 3.4    | Fürstentum Münster                                        | 1802       | 1807–1815         | 002.744 | 0.127.000 | 46,28  | 009    | 01               | 001                   | 007              |
|                      | 3.5    | Fürstentum Paderborn                                      | 1802       | 1807–1815         | 002.800 | 0.098.500 | 35,18  | 023    | 0                | 002                   | 021              |
|                      | 3.6    | Fürstentum Hildesheim                                     | 1802       | 1807–1866         | 002.240 | 0.114.000 | 50,89  | 009    | 02               | 003                   | 004              |
|                      | 3.7    | Fürstentum Ostfriesland                                   | 1744       | 1807–1866         | 003.178 | 0.119.500 | 37,60  | 005    | 01               | 003                   | 001              |
| Süd                  | 4.0    |                                                           |            |                   | 007.658 | 0.540.600 | 70,59  | 048    | 08               | 008                   | 032              |
|                      | 4.1    | Fürstentum Ansbach                                        | 1791       | 1806              | 003.514 | 0.270.000 | 76,84  | 025    | 05               | 003                   | 017              |
|                      | 4.2    | Fürstentum Bayreuth                                       | 1791       | 1807              | 003.220 | 0.223.000 | 69,25  | 018    | 03               | 003                   | 012              |
|                      | 4.3    | Fürstentum Neufchatel                                     | 1707       | 1806              | 000.924 | 0.047.600 | 51,52  | 005    | 0                | 002                   | 003              |
| Preußische Monarchie |        |                                                           |            |                   | 311.209 | 9.721.000 | 31,24  | 10570  | 67               | 206                   | 784              |

### 1815–1866
Nach dem Wiener Kongress wurde der Staat Preußen mit der Verordnung wegen verbesserter Einrichtung der Provinzial-Behörden vom 30. April 1815 in zehn Provinzen eingeteilt. Sie zählten – mit Ausnahme von Ostpreußen, Westpreußen und Posen – als Verwaltungseinheiten Preußens zum Territorium des Deutschen Bundes (in Klammern die Provinzhauptstadt):
1. Provinz Ostpreußen (Königsberg), zusammen mit Westpreußen Provinz Königreich Preußen (Königsberg)
2. Provinz Westpreußen (Danzig)
3. Provinz Pommern (Stettin)
4. Provinz Brandenburg (Potsdam)
5. Provinz Sachsen (Magdeburg)
6. Provinz Großherzogtum Posen (Posen)
7. Provinz Schlesien (Breslau)
8. Provinz Jülich-Kleve-Berg (Köln)
9. Provinz Westfalen (Münster)
10. Provinz Großherzogtum Niederrhein (Koblenz)

Seit 1822 bildeten die Provinzen Jülich-Kleve-Berg und Großherzogtum Niederrhein die Rheinprovinz mit der Hauptstadt Koblenz. 1829 wurden Ost- und Westpreußen zur Provinz Preußen (Hauptstadt Königsberg) vereinigt. Damit verringerte sich die Zahl der Provinzen auf acht.
1849 verzichteten die Fürsten von Hechingen und Sigmaringen auf ihre Herrschaft, wodurch beide Fürstentümer an Preußen fielen. Sie wurden zum Regierungsbezirk Sigmaringen zusammengefasst, der später auch als Hohenzollernsche Lande bezeichnet wurde.
1853 erwarb Preußen vom Großherzogtum Oldenburg einen Landstrich am Jadebusen und der Innenjade, auf dem ein Hafen angelegt wurde. 1869 erhielt dieses Gebiet zusammen mit der umliegenden Siedlung den Namen Wilhelmshaven. 1873 wurde es der 1867 gebildeten Provinz Hannover angegliedert.

### 1866–1918

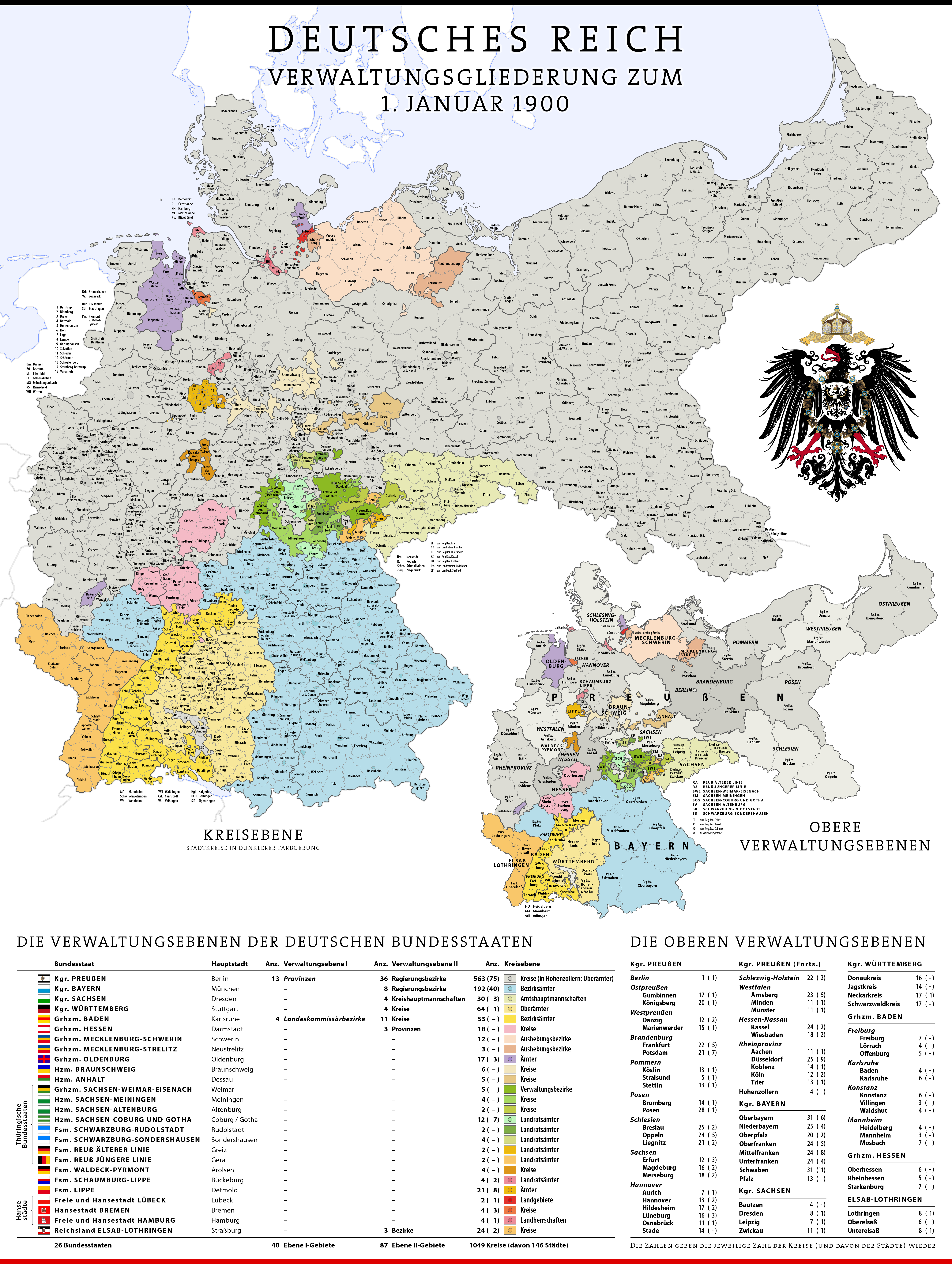
Verwaltungsgliederung am 1. Januar 1900

Nach dem Deutschen Krieg von 1866 annektierte Preußen das Königreich Hannover, das Kurfürstentum Hessen, das Herzogtum Nassau, die Herzogtümer Schleswig und Holstein sowie die Freie Stadt Frankfurt am Main. Aus diesen Gebieten wurden drei Provinzen gebildet:
- Provinz Hannover (Hannover)
- Provinz Hessen-Nassau (Kassel)
- Provinz Schleswig-Holstein (Kiel, 1879–1917 Schleswig)

Zum 1. April 1878 wurde die Provinz Preußen wieder in die beiden Provinzen Ostpreußen (Hauptstadt: Königsberg) und Westpreußen (Hauptstadt: Danzig) geteilt. Preußen umfasste damit zwölf Provinzen.
„Seit 1. April 1881 ist B.[erlin] aus der Provinz Brandenburg ausgeschieden und bildet einen Verwaltungsbezirk für sich.“ Abweichend von den anderen Provinzen bestand Berlin aber nur aus einem Stadtkreis. Daher wurde kein separater Provinziallandtag, kein Landesdirektor und kein Provinzialausschuss gewählt, sondern die Stadtverordnetenversammlung, der Oberbürgermeister und der Magistrat erfüllten die jeweiligen Aufgaben simultan. Wie für jede Provinz wurde auch für Berlin eine Landesversicherungsanstalt gegründet, getrennt von der brandenburgischen. Die Aufgaben des Oberpräsidenten übertrug der preußische Innenminister dem von ihm berufenen Polizeipräsidenten in Berlin. Medizinal- und Schulangelegenheiten wurden weiter mit Brandenburg zusammen geregelt, auch das Konsistorium in Berlin, das die märkische Kirchenprovinz der Evangelischen Kirche der älteren Provinzen Preußens leitete, blieb für Berlin und Brandenburg zuständig.
- Stadt Berlin (Stadtkreis noch ohne Vororte), als provinzfreier Regierungsbezirk mit provinzähnlichen Funktionen

Verwaltungsgliederung mit Einwohnerzahlen 1871:

### Provinz Brandenburg
| Kreisfreie Stadt                  | Einwohner 1871 |
| --------------------------------- | -------------- |
| Frankfurt (Oder)                  | 43.214         |
| Kreis (ggf. Sitz)                 | Einwohner 1871 |
| Arnswalde                         | 42.325         |
| Calau                             | 49.393         |
| Cottbus                           | 66.303         |
| Crossen                           | 60.527         |
| Friedeberg                        | 54.790         |
| Guben                             | 62.462         |
| Königsberg Nm.                    | 90.497         |
| Landsberg (Warthe)                | 77.738         |
| Lebus (Seelow)                    | 92.882         |
| Luckau (Nd. Laus.)                | 61.144         |
| Lübben (Spreewald)                | 34.228         |
| Soldin                            | 47.716         |
| Sorau                             | 86.189         |
| Spremberg                         | 23.505         |
| Sternberg (Brandenburg) (Drossen) | 91.918         |
| Züllichau-Schwiebus (Zillichau)   | 49.689         |
| Regierungsbezirk Frankfurt        | 1.034.5200.0   |

| Kreisfreie Stadt                    | Einwohner 1871 |
| ----------------------------------- | -------------- |
| Berlin                              | 826.341        |
| Potsdam                             | 043.834        |
| Kreis (ggf. Sitz)                   | Einwohner 1871 |
| Angermünde                          | 063.492        |
| Beeskow-Storkow (Beeskow)           | 042.134        |
| Jüterbog-Luckenwalde (Jüterbog)     | 060.417        |
| Niederbarnim (Berlin)               | 088.654        |
| Oberbarnim (Bad Freienwalde (Oder)) | 071.514        |
| Osthavelland (Nauen)                | 071.515        |
| Ostprignitz (Kyritz)                | 069.003        |
| Prenzlau                            | 053.031        |
| Ruppin (Neuruppin)                  | 074.496        |
| Teltow (Berlin)                     | 107.354        |
| Templin                             | 043.974        |
| Westhavelland (Rathenow)            | 073.994        |
| Westprignitz (Perleberg)            | 070.892        |
| Zauch-Belzig (Belzig)               | 068.064        |
| Regierungsbezirk Potsdam            | 1.828.7090.    |

### Provinz Hannover
Nach der Annexion des Königreichs Hannover durch Preußen 1866 und der Gründung der preußischen Provinz Hannover wurde die alte Gliederung in 6 Landdrosteien Hannover, Hildesheim, Lüneburg, Stade und Aurich beibehalten. Auch die hannoveraner selbständigen Städte und Ämter wurden beibehalten. Die Amtshauptmänner erhielten die Stellung eines preußischen Landrats. Die Provinzhauptstadt Hannover blieb selbständig. Die anderen selbständigen Städte und Ämter wurden nach der Preußischen Verordnung vom 12. September 1867 zu 37 Kreisen zusammengefasst. Diese Kreise waren für Militär- und Steuerangelegenheiten und später für die Durchführung des Reichsimpfgesetz und Wohltätigkeitsangelegenheiten zuständig. 1868 wurde die Berghauptmannschaft Clausthal, die gleichrangig neben den Landdrosteien bestanden hatte, in die Landdrostei Hildesheim eingegliedert. Die Landdrosteien entsprachen Regierungsbezirken.
| (Steuer-)Kreis     | Einwohner 1871 |
| ------------------ | -------------- |
| Aurich             | 70.361         |
| selbständige Stadt | Einwohner 1871 |
| Aurich             | 4.264          |
| Esens              | 2.198          |
| Amt                | Einwohner 1871 |
| Aurich             | 29.437         |
| Esens              | 11.973         |
| Wittmund           | 22.489         |
| (Steuer-)Kreis     | Einwohner 1871 |
| Emden              | 59.858         |
| selbständige Stadt | Einwohner 1871 |
| Emden              | 12.588         |
| Norden             | 5.948          |
| Amt                | Einwohner 1871 |
| Norden             | 23.099         |
| Emden              | 18.223         |
| (Steuer-)Kreis     | Einwohner 1871 |
| Leer               | 62.994         |
| selbständige Stadt | Einwohner 1871 |
| Leer               | 8.932          |
| Amt                | Einwohner 1871 |
| Leer               | 12.792         |
| Stickhausen        | 21.231         |
| Weener             | 20.039         |
| Landdrostei Aurich | 193.213        |

| Selbständige Stadt                     | Einwohner 1871 |
| -------------------------------------- | -------------- |
| Hannover, Steuerkreis Hannover (Stadt) | 87.626         |
| (Steuer-)Kreis                         | Einwohner 1871 |
| Diepholz                               | 50.738         |
| Amt                                    | Einwohner 1871 |
| Diepholz                               | 20.818         |
| Freudenberg                            | 16.624         |
| Sulingen                               | 13.296         |
| (Steuer-)Kreis                         | Einwohner 1871 |
| Hameln                                 | 49.705         |
| selbständige Stadt                     | Einwohner 1871 |
| Bodenwerder                            | 1.307          |
| Hameln                                 | 8.556          |
| Amt                                    | Einwohner 1871 |
| Hameln                                 | 20.904         |
| Lauenstein                             | 14.578         |
| Polle                                  | 4.360          |
| (Steuer-)Kreis                         | Einwohner 1871 |
| Hannover (Land)                        | 74.123         |
| selbständige Stadt                     | Einwohner 1871 |
| Neustadt am Rübenberge                 | 2.408          |
| Wunstorf                               | 2.419          |
| Amt                                    | Einwohner 1871 |
| Hannover                               | 20.206         |
| Linden                                 | 25.872         |
| Neustadt am Rbg.                       | 23.218         |
| (Steuer-)Kreis                         | Einwohner 1871 |
| Hoya                                   | 45.374         |
| Amt                                    | Einwohner 1871 |
| Bruchhausen                            | 12.039         |
| Hoya                                   | 15.596         |
| Syke                                   | 17.739         |
| (Steuer-)Kreis                         | Einwohner 1871 |
| Nienburg                               | 50.770         |
| selbständige Stadt                     | Einwohner 1871 |
| Nienburg                               | 5.046          |
| Amt                                    | Einwohner 1871 |
| Nienburg                               | 17.100         |
| Stolzenau                              | 18.694         |
| Uchte                                  | 9.930          |
| (Steuer-)Kreis                         | Einwohner 1871 |
| Wennigsen                              | 46.632         |
| selbständige Stadt                     | Einwohner 1871 |
| Eldagsen                               | 2.344          |
| Münder                                 | 2.271          |
| Pattensen                              | 1.500          |
| Springe a. Deister                     | 2.351          |
| Amt                                    | Einwohner 1871 |
| Calenberg                              | 9.227          |
| Springe                                | 12.986         |
| Wennigsen                              | 18.304         |
| Landdrostei Hannover                   | 404.968        |

| (Steuer-)Kreis         | Einwohner 1871 |
| ---------------------- | -------------- |
| Einbeck                | 64.574         |
| selbständige Stadt     | Einwohner 1871 |
| Einbeck                | 17.842         |
| Moringen               | 1.628          |
| Northeim               | 4.785          |
| Amt                    | Einwohner 1871 |
| Einbeck                | 17.842         |
| Northeim               | 17.817         |
| Uslar                  | 16.310         |
| (Steuer-)Kreis         | Einwohner 1871 |
| Göttingen              | 68.527         |
| selbständige Stadt     | Einwohner 1871 |
| Göttingen              | 15.847         |
| Münden                 | 5.492          |
| Amt                    | Einwohner 1871 |
| Göttingen              | 18.337         |
| Münden                 | 14.881         |
| Reinhausen             | 13.970         |
| (Steuer-)Kreis         | Einwohner 1871 |
| Hildesheim             | 61.803         |
| selbständige Stadt     | Einwohner 1871 |
| Hildesheim             | 20.804         |
| Peine                  | 4.516          |
| Amt                    | Einwohner 1871 |
| Hildesheim             | 18.646         |
| Peine                  | 17.840         |
| (Steuer-)Kreis         | Einwohner 1871 |
| Liebenburg             | 52.506         |
| selbständige Stadt     | Einwohner 1871 |
| Goslar                 | 8.922          |
| Amt                    | Einwohner 1871 |
| Bockenem               | 16.207         |
| Liebenburg             | 16.588         |
| Wöltingerode           | 10.789         |
| (Steuer-)Kreis         | Einwohner 1871 |
| Marienburg             | 52.430         |
| Amt                    | Einwohner 1871 |
| Alfeld                 | 19.381         |
| Gronau                 | 15.847         |
| Marienburg             | 17.202         |
| (Steuer-)Kreis         | Einwohner 1871 |
| Osterode am Harz       | 64.227         |
| selbständige Städte    | Einwohner 1871 |
| Duderstadt             | 4.136          |
| Osterode/Harz          | 5.419          |
| Amt                    | Einwohner 1871 |
| Gieboldehausen         | 20.539         |
| Herzberg/Harz          | 16.036         |
| Osterode/Harz          | 18.097         |
| (Steuer-)Kreis         | Einwohner 1871 |
| Zellerfeld             | 42.828         |
| Amt                    | Einwohner 1871 |
| Elbingerode            | 4.031          |
| Hohnstein (Harz)       | 10.278         |
| Zellerfeld             | 28.519         |
| Landdrostei Hildesheim | 406.895        |

| (Steuer-)Kreis       | Einwohner 1871 |
| -------------------- | -------------- |
| Celle                | 64.548         |
| selbständige Städte  | Einwohner 1871 |
| Burgdorf             | 3.025          |
| Celle                | 16.126         |
| Amt                  | Einwohner 1871 |
| Burgdorf             | 17.790         |
| Burgwedel            | 10.605         |
| Celle                | 17.002         |
| (Steuer-)Kreis       | Einwohner 1871 |
| Dannenberg           | 54.892         |
| selbständige Städte  | Einwohner 1871 |
| Dannenberg           | 2.062          |
| Lüchow               | 2.604          |
| Amt                  | Einwohner 1871 |
| Dannenberg           | 12.694         |
| Gartow               | [ 5 ]          |
| Lüchow               | 28.726         |
| Neuhaus              | 8.803          |
| (Steuer-)Kreis       | Einwohner 1871 |
| Fallingbostel        | 50.450         |
| Amt                  | Einwohner 1871 |
| Ahlden               | 10.333         |
| Bergen               | 8.966          |
| Fallingbostel        | 14.621         |
| Soltau               | 16.530         |
| (Steuer-)Kreis       | Einwohner 1871 |
| Gifhorn              | 51.438         |
| selbständige Stadt   | Einwohner 1871 |
| Gifhorn              | 2.813          |
| Amt                  | Einwohner 1871 |
| Fallersleben         | 8.762          |
| Gifhorn              | 13.788         |
| Isenhagen            | 15.428         |
| Meinersen            | 10.647         |
| (Steuer-)Kreis       | Einwohner 1871 |
| Harburg              | 70.503         |
| selbständige Stadt   | Einwohner 1871 |
| Harburg              | 16.500         |
| Winsen (Luhe)        | 2.735          |
| Amt                  | Einwohner 1871 |
| Harburg              | 21.119         |
| Tostedt              | 10.803         |
| Winsen               | 19.346         |
| (Steuer-)Kreis       | Einwohner 1871 |
| Lüneburg             | 47.693         |
| selbständige Stadt   | Einwohner 1871 |
| Lüneburg             | 16.287         |
| Amt                  | Einwohner 1871 |
| Bleckede             | 12.477         |
| Lüneburg             | 18.929         |
| (Steuer-)Kreis       | Einwohner 1871 |
| Uelzen               | 44.681         |
| selbständige Stadt   | Einwohner 1871 |
| Uelzen               | 5.415          |
| Amt                  | Einwohner 1871 |
| Medingen             | 17.552         |
| Oldenstadt           | 21.714         |
| Landdrostei Lüneburg | 384.205        |

| (Steuer-)Kreis        | Einwohner 1871 |
| --------------------- | -------------- |
| Bersenbrück           | 42.527         |
| selbständige Stadt    | Einwohner 1871 |
| Quakenbrück           | 1.979          |
| Amt                   | Einwohner 1871 |
| Bersenbrück           | 17.610         |
| Fürstenau             | 12.389         |
| Vörden                | 10.549         |
| (Steuer-)Kreis        | Einwohner 1871 |
| Lingen (Ems)          | 58.489         |
| selbständige Stadt    | Einwohner 1871 |
| Lingen (Ems)          | 5.015          |
| Amt                   | Einwohner 1871 |
| Bentheim              | 10.212         |
| Freren                | 11.339         |
| Lingen                | 12.019         |
| Neuenhaus             | 19.904         |
| (Steuer-)Kreis        | Einwohner 1871 |
| Melle                 | 47.529         |
| selbständige Stadt    | Einwohner 1871 |
| Melle                 | 1.805          |
| Amt                   | Einwohner 1871 |
| Gröneburg zu Melle    | 22.613         |
| Iburg                 | 23.111         |
| (Steuer-)Kreis        | Einwohner 1871 |
| Meppen                | 54.860         |
| selbständige Stadt    | Einwohner 1871 |
| Papenburg             | 6.076          |
| Amt                   | Einwohner 1871 |
| Aschendorf            | 13.039         |
| Haselünne             | 7.794          |
| Hümmling zu Sögel     | 12.629         |
| Meppen                | 15.322         |
| (Steuer-)Kreis        | Einwohner 1871 |
| Osnabrück             | 65.260         |
| selbständige Stadt    | Einwohner 1871 |
| Osnabrück             | 23.308         |
| Amt                   | Einwohner 1871 |
| Osnabrück             | 22.392         |
| Wittlage              | 19.560         |
| Landdrostei Osnabrück | 268.665        |

| (Steuer-)Kreis                          | Einwohner 1871 |
| --------------------------------------- | -------------- |
| Lehe                                    | 51.710         |
| Amt                                     | Einwohner 1871 |
| Dorum                                   | 8.999          |
| Hagen                                   | 9.435          |
| Lehe                                    | 33.276         |
| (Steuer-)Kreis                          | Einwohner 1871 |
| Neuhaus (Oste)                          | 28.022         |
| Amt                                     | Einwohner 1871 |
| Neuhaus (Oste)                          | 12.675         |
| Osten                                   | 15.347         |
| (Steuer-)Kreis                          | Einwohner 1871 |
| Osterholz                               | 42.209         |
| Amt                                     | Einwohner 1871 |
| Blumenthal                              | 15.786         |
| Lilienthal                              | 12.820         |
| Osterholz                               | 13.603         |
| (Steuer-)Kreis                          | Einwohner 1871 |
| Otterndorf                              | 17.291         |
| selbständige Stadt                      | Einwohner 1871 |
| Otterndorf                              | 1.800          |
| Amt                                     | Einwohner 1871 |
| Otterndorf                              | 15.491         |
| (Steuer-)Kreis                          | Einwohner 1871 |
| Rotenburg (Wümme)                       | 31.735         |
| Amt                                     | Einwohner 1871 |
| Rotenburg (Wümme)                       | 17.875         |
| Zeven                                   | 13.860         |
| (Steuer-)Kreis (ggf. Sitz)              | Einwohner 1871 |
| Stader Geestkreis (in Himmelpforten)    | 52.386         |
| selbständige Stadt                      | Einwohner 1871 |
| Bremervörde                             | 2.903          |
| Buxtehude                               | 2.788          |
| Stade                                   | 8.691          |
| Amt                                     | Einwohner 1871 |
| Bremervörde                             | 13.179         |
| Harsefeld                               | 12.104         |
| Himmelpforten                           | 12.721         |
| (Steuer-)Kreis (ggf. Sitz)              | Einwohner 1871 |
| Stader Marschkreis (in Freiburg (Elbe)) | 38.003         |
| Amt                                     | Einwohner 1871 |
| Freiburg (Elbe)                         | 20.010         |
| Jork                                    | 17.993         |
| (Steuer-)Kreis                          | Einwohner 1871 |
| Verden                                  | 41.445         |
| selbständige Stadt                      | Einwohner 1871 |
| Verden (Aller)                          | 6.838          |
| Amt                                     | Einwohner 1871 |
| Achim                                   | 17.848         |
| Verden                                  | 16.759         |
| Landdrostei Stade                       | 302.801        |

### Provinz Hessen-Nassau
| Stadtkreis                  | Einwohner 1871 |
| --------------------------- | -------------- |
| Kassel                      | 46.362         |
| Kreis                       | Einwohner 1871 |
| Eschwege                    | 39.563         |
| Frankenberg vgl. Kreis Vöhl | 23.516         |
| Fritzlar                    | 25.684         |
| Gelnhausen vgl. Bad Orb     | 40.337         |
| Gersfeld                    | 22.308         |
| Hanau                       | 67.296         |
| Hersfeld                    | 33.084         |
| Hofgeismar                  | 36.317         |
| Homberg                     | 21.538         |
| Hünfeld                     | 24.528         |
| Kassel                      | 39.560         |
| Kirchhain                   | 22.214         |
| Marburg                     | 38.278         |
| Melsungen                   | 27.655         |
| Rinteln                     | 37.136         |
| Rotenburg (Fulda)           | 30.302         |
| Schlüchtern                 | 30.626         |
| Schmalkalden                | 28.613         |
| Witzenhausen                | 31.122         |
| Wolfhagen                   | 24.272         |
| Ziegenhain                  | 32.601         |
| Regierungsbezirk Kassel     | 767.3620       |

| Stadtkreis                                  | Einwohner 1871 |
| ------------------------------------------- | -------------- |
| Frankfurt am Main                           | 78.277         |
| Wiesbaden                                   | 35.836         |
| Kreis (ggf. Sitz)                           | Einwohner 1871 |
| Biedenkopf                                  | 23.579         |
| Dillkreis (Dillenburg)                      | 35.074         |
| Mainkreis (Wiesbaden)                       | 56.930         |
| Oberlahnkreis (Weilburg)                    | 57.043         |
| Obertaunuskreis (Bad Homburg vor der Höhe)  | 52.961         |
| Oberwesterwaldkreis (Marienberg (Westerw.)) | 34.906         |
| Rheingaukreis (Rüdesheim)                   | 55.951         |
| Unterlahnkreis (Diez)                       | 67.948         |
| Untertaunuskreis (Langenschwalbach)         | 41.892         |
| Unterwesterwaldkreis (Montabaur)            | 51.825         |
| Regierungsbezirk Wiesbaden                  | 633.0080       |

### Hohenzollerische Lande
Die Hohenzollerischen Lande mit dem Regierungsbezirk Sigmaringen hatten provinzähnliche Rechte. Der Regierungspräsident übernahm Aufgaben eines Oberpräsidiums einer preußischen Provinz. Der Regierungsbezirk Sigmaringen gliederte sich in Oberämter, die mit Kreisen vergleichbar waren.
| Oberamt                      | Einwohner 1871 |
| ---------------------------- | -------------- |
| Gammertingen                 | 13.377         |
| Haigerloch                   | 11.609         |
| Hechingen                    | 19.381         |
| Sigmaringen                  | 21.191         |
| Regierungsbezirk Sigmaringen | 65.558         |

### Jadegebiet
Das Jadegebiet unterstand direkt der preußischen Landesregierung. Am 1. April 1873 kam das Gebiet an die Preußische Provinz Hannover in die Landdrostei Aurich, Amt Wittmund.
| Verwaltungsbezirk | Einwohner 1871 |
| ----------------- | -------------- |
| Jadegebiet        | 5.941          |

### Provinz Pommern
| Kreis (ggf. Sitz)           | Einwohner 1871 |
| --------------------------- | -------------- |
| Belgard (Persante)          | 044.102        |
| Bütow                       | 024.153        |
| Dramburg                    | 036.617        |
| Fürstenthum Cammin (Köslin) | 111.138        |
| Lauenburg i. Pom.           | 042.811        |
| Landkreis Neustettin        | 072.952        |
| Rummelsburg                 | 031.952        |
| Schivelbein                 | 019.246        |
| Schlawe                     | 077.504        |
| Stolp                       | 091.788        |
| Regierungsbezirk Köslin     | 552.263        |

| Kreisfreie Stadt           | Einwohner 1871 |
| -------------------------- | -------------- |
| Stettin                    | 76.280         |
| Kreis (ggf. Sitz)          | Einwohner 1871 |
| Anklam                     | 30.331         |
| Cammin                     | 43.533         |
| Demmin                     | 46.591         |
| Greifenberg                | 37.391         |
| Greifenhagen               | 53.162         |
| Naugard                    | 55.298         |
| Pyritz                     | 42.509         |
| Randow (Stettin)           | 89.809         |
| Regenwalde (Labes)         | 47.570         |
| Saatzig (Stargard)         | 63.428         |
| Ueckermünde                | 42.534         |
| Usedom-Wollin (Swinemünde) | 42.593         |
| Regierungsbezirk Stettin   | 671.0290       |

| Kreis (ggf. Sitz)          | Einwohner 1871 |
| -------------------------- | -------------- |
| Franzburg                  | 71.195         |
| Greifswald                 | 54.274         |
| Grimmen                    | 37.173         |
| Rügen (Bergen)             | 45.699         |
| Regierungsbezirk Stralsund | 208.3410       |

### Provinz Posen
| Kreis                     | Einwohner 1871 |
| ------------------------- | -------------- |
| Bromberg                  | 92.312         |
| Chodziesen                | 52.750         |
| Czarnikau                 | 69.057         |
| Gnesen                    | 60.475         |
| Inowraclaw                | 76.599         |
| Mogilno                   | 46.133         |
| Schubin                   | 57.404         |
| Wirsitz                   | 57.132         |
| Wongrowiec                | 54.787         |
| Regierungsbezirk Bromberg | 566.6490       |

| Kreisfreie Stadt       | Einwohner 1871 |
| ---------------------- | -------------- |
| Posen                  | 56.374         |
| Kreis (ggf. Sitz)      | Einwohner 1871 |
| Adelnau                | 57.877         |
| Birnbaum               | 47.449         |
| Bomst                  | 55.106         |
| Buk                    | 57.889         |
| Fraustadt              | 62.286         |
| Kosten                 | 66.182         |
| Kröben (Rawitsch)      | 75.213         |
| Krotoschin             | 65.885         |
| Meseritz               | 46.002         |
| Obornik                | 48.093         |
| Pleschen               | 61.186         |
| Posen                  | 56.753         |
| Samter                 | 50.436         |
| Schildberg             | 62.671         |
| Schrimm                | 57.667         |
| Schroda                | 50.079         |
| Wreschen               | 40.046         |
| Regierungsbezirk Posen | 1.017.1940.0   |

### Provinz Preußen
1829 wurden die beiden Provinzen Ostpreußen und Westpreußen zur Provinz Preußen zusammengeschlossen.
| Kreisfreie Stadt        | Einwohner 1871 |
| ----------------------- | -------------- |
| Danzig                  | 88.975         |
| Kreis                   | Einwohner 1871 |
| Berent                  | 43.777         |
| Danzig                  | 76.733         |
| Elbing                  | 68.471         |
| Karthaus                | 56.133         |
| Marienburg i. Westpr.   | 58.666         |
| Neustadt i. Westpr.     | 61.075         |
| Preußisch Stargard      | 71.182         |
| Regierungsbezirk Danzig | 525.0120       |

| Kreis (ggf. Sitz)          | Einwohner 1871 |
| -------------------------- | -------------- |
| Angerburg                  | 38.512         |
| Darkehmen                  | 36.719         |
| Goldap                     | 43.233         |
| Gumbinnen                  | 47.176         |
| Heydekrug                  | 39.042         |
| Insterburg                 | 66.788         |
| Johannisburg               | 44.349         |
| Lötzen                     | 39.203         |
| Lyck                       | 45.699         |
| Niederung (Heinrichswalde) | 52.609         |
| Oletzko                    | 38.432         |
| Pillkallen                 | 44.306         |
| Ragnit                     | 52.391         |
| Sensburg                   | 47.256         |
| Stallupönen                | 44.220         |
| Tilsit                     | 62.789         |
| Regierungsbezirk Gumbinnen | 742.7240       |

| Kreisfreie Stadt            | Einwohner 1871 |
| --------------------------- | -------------- |
| Königberg i. Pr.            | 112.092        |
| Kreis (ggf. Sitz)           | Einwohner 1871 |
| Allenstein                  | 055.925        |
| Braunsberg (Pr.)            | 052.456        |
| Fischhausen                 | 047.103        |
| Friedland                   | 044.519        |
| Gerdauen                    | 038.230        |
| Heiligenbeil                | 045.699        |
| Heilsberg (Guttstadt)       | 054.086        |
| Königsberg. i. Pr.          | 048.218        |
| Labiau                      | 050.672        |
| Memel                       | 055.958        |
| Mohrungen                   | 056.363        |
| Neidenburg                  | 052.645        |
| Ortelsburg                  | 063.159        |
| Osterode i. Pr.             | 063.358        |
| Preußisch Eylau             | 055.269        |
| Preußisch Holland           | 044.520        |
| Rastenburg                  | 042.497        |
| Rößel (Bischofsburg)        | 049.399        |
| Wehlau                      | 048.042        |
| Regierungsbezirk Königsberg | 1.080.2100.    |

| Kreis (ggf. Sitz)               | Einwohner 1871 |
| ------------------------------- | -------------- |
| Deutsch Krone                   | 63.286         |
| Flatow                          | 63.303         |
| Graudenz                        | 59.737         |
| Konitz                          | 70.817         |
| Kulm                            | 54.605         |
| Löbau (Pr.) (Neumark (Preußen)) | 50.691         |
| Marienwerder                    | 65.805         |
| Rosenberg i. Pr.                | 51.637         |
| Schlochau                       | 60.383         |
| Schwetz                         | 73.612         |
| Strasburg i. Pr.                | 65.493         |
| Stuhm                           | 40.251         |
| Thorn                           | 69.979         |
| Regierungsbezirk Marienwerder   | 789.5990       |

### Rheinprovinz
| Stadtkreis              | Einwohner 1871 |
| ----------------------- | -------------- |
| Aachen                  | 74.146         |
| Kreis                   | Einwohner 1871 |
| Aachen                  | 92.250         |
| Düren                   | 66.136         |
| Erkelenz                | 38.944         |
| Eupen                   | 25.299         |
| Geilenkirchen           | 25.863         |
| Heinsberg               | 35.655         |
| Jülich                  | 41.432         |
| Malmedy                 | 30.171         |
| Montjoie                | 18.276         |
| Schleiden               | 42.638         |
| Regierungsbezirk Aachen | 490.8100       |

| Stadtkreis                  | Einwohner 1871 |
| --------------------------- | -------------- |
| Barmen                      | 074.449        |
| Elberfeld                   | 071.384        |
| Kreis (ggf. Sitz)           | Einwohner 1871 |
| Duisburg                    | 137.495        |
| Düsseldorf                  | 115.981        |
| Essen                       | 135.036        |
| Geldern                     | 049.812        |
| Gladbach                    | 100.174        |
| Grevenbroich                | 038.756        |
| Kempen                      | 083.592        |
| Kleve                       | 047.517        |
| Krefeld                     | 085.362        |
| Lennep                      | 082.123        |
| Mettmann                    | 054.037        |
| Moers                       | 058.043        |
| Neuß                        | 043.930        |
| Rees (Wesel)                | 058.149        |
| Solingen                    | 092.484        |
| Regierungsbezirk Düsseldorf | 1.328.3240.    |

| Kreis                     | Einwohner 1871 |
| ------------------------- | -------------- |
| Adenau                    | 20.965         |
| Ahrweiler                 | 33.629         |
| Altenkirchen (Westerwald) | 48.276         |
| Cochem                    | 34.841         |
| Koblenz                   | 74.802         |
| Kreuznach                 | 60.771         |
| Mayen                     | 53.288         |
| Meisenheim                | 13.530         |
| Neuwied                   | 68.194         |
| Sankt Goar                | 37.274         |
| Simmern                   | 35.621         |
| Wetzlar                   | 44.913         |
| Zell (Mosel)              | 29.090         |
| Regierungsbezirk Koblenz  | 555.1940       |

| Stadtkreis            | Einwohner 1871 |
| --------------------- | -------------- |
| Köln                  | 129.233        |
| Kreis (ggf. Sitz)     | Einwohner 1871 |
| Bergheim (Erft)       | 039.940        |
| Bonn                  | 069.648        |
| Euskirchen            | 037.070        |
| Gummersbach           | 029.107        |
| Köln                  | 087.117        |
| Mülheim (Rhein)       | 057.821        |
| Rheinbach             | 031.299        |
| Siegkreis (Siegburg)  | 083.087        |
| Waldbröl              | 021.543        |
| Wipperfürth           | 027.592        |
| Regierungsbezirk Köln | 613.457        |

| Stadtkreis             | Einwohner 1871 |
| ---------------------- | -------------- |
| Trier                  | 31.869         |
| Kreis                  | Einwohner 1871 |
| Bernkastel             | 44.138         |
| Bitburg                | 44.543         |
| Daun                   | 26.692         |
| Merzig                 | 35.551         |
| Ottweiler              | 51.974         |
| Prüm                   | 34.911         |
| Saarbrücken            | 87.744         |
| Saarburg               | 30.193         |
| Saarlouis              | 60.052         |
| Sankt Wendel           | 42.876         |
| Trier                  | 64.012         |
| Wittlich               | 37.007         |
| Regierungsbezirk Trier | 591.5620       |

### Provinz Sachsen
| Kreis                   | Einwohner 1871 |
| ----------------------- | -------------- |
| Erfurt                  | 64.586         |
| Heiligenstadt           | 36.705         |
| Langensalza             | 34.764         |
| Mühlhausen (Thür.)      | 50.640         |
| Nordhausen              | 62.935         |
| Schleusingen            | 38.199         |
| Weißensee               | 26.818         |
| Worbis                  | 39.883         |
| Ziegenrück (in Ranis)   | 14.823         |
| Regierungsbezirk Erfurt | 369.3530       |

| Stadtkreis                                                        | Einwohner 1871 |
| ----------------------------------------------------------------- | -------------- |
| Magdeburg                                                         | 114.509        |
| Kreis (ggf. Sitz)                                                 | Einwohner 1871 |
| Aschersleben (Quedlinburg)                                        | 062.610        |
| Calbe (Saale)                                                     | 075.451        |
| Gardelegen                                                        | 049.526        |
| Halberstadt                                                       | 057.993        |
| Jerichow I (Loburg)                                               | 064.797        |
| Jerichow II (Genthin)                                             | 052.920        |
| Neuhaldensleben                                                   | 050.008        |
| Oschersleben (Bode)                                               | 045.596        |
| Osterburg                                                         | 044.998        |
| Salzwedel                                                         | 050.185        |
| Stendal                                                           | 048.830        |
| Wanzleben                                                         | 066.768        |
| Wernigerode, Grafschaft Wernigerode (vgl. Grafschaft Wernigerode) | 021.659        |
| Wolmirstedt                                                       | 048.741        |
| Regierungsbezirk Magdeburg                                        | 854.591        |

| Kreisfreie Stadt                   | Einwohner 1871 |
| ---------------------------------- | -------------- |
| Halle a. d. Saale                  | 52.620         |
| Kreis (ggf. Sitz)                  | Einwohner 1871 |
| Bitterfeld                         | 48.189         |
| Delitzsch                          | 57.460         |
| Eckartsberga (Kölleda)             | 39.280         |
| Liebenwerda                        | 43.968         |
| Mansfelder Gebirgskreis (Mansfeld) | 43.324         |
| Mansfelder Seekreis (Eisleben)     | 66.394         |
| Merseburg                          | 63.693         |
| Naumburg                           | 26.708         |
| Querfurt                           | 53.780         |
| Saalkreis (Halle (Saale))          | 61.679         |
| Sangerhausen                       | 66.747         |
| Schweinitz (Herzberg (Elster))     | 40.879         |
| Torgau                             | 55.145         |
| Weißenfels                         | 67.673         |
| Wittenberg                         | 50.525         |
| Zeitz                              | 41.166         |
| Regierungsbezirk Merseburg         | 879.2300       |

### Provinz Schlesien
| Kreisfreie Stadt                 | Einwohner 1871 |
| -------------------------------- | -------------- |
| Breslau                          | 207.997        |
| Kreis (ggf. Sitz)                | Einwohner 1871 |
| Breslau                          | 068.927        |
| Brieg                            | 055.172        |
| Frankenstein                     | 049.847        |
| Glatz                            | 060.407        |
| Guhrau                           | 036.694        |
| Habelschwerdt                    | 058.720        |
| Militsch                         | 055.802        |
| Münsterberg                      | 033.434        |
| Namslau                          | 037.318        |
| Neumarkt i. Schles.              | 056.446        |
| Neurode                          | 048.530        |
| Nimptsch                         | 030.181        |
| Oels                             | 064.559        |
| Ohlau                            | 055.020        |
| Reichenbach (Eulengebirge)       | 066.004        |
| Schweidnitz                      | 082.016        |
| Steinau                          | 024.031        |
| Strehlen                         | 033.791        |
| Striegau                         | 036.356        |
| Trebnitz                         | 052.530        |
| Waldenburg                       | 099.452        |
| Wartenberg (Polnisch Wartenberg) | 052.195        |
| Wohlau                           | 049.155        |
| Regierungsbezirk Breslau         | 1.414.5840.    |

| Kreis (ggf. Sitz)          | Einwohner 1871 |
| -------------------------- | -------------- |
| Bolkenhain                 | 32.401         |
| Bunzlau                    | 57.499         |
| Freystadt (Niederschles.)  | 50.907         |
| Glogau                     | 74.237         |
| Görlitz                    | 88.712         |
| Goldberg-Haynau (Haynau)   | 49.695         |
| Grünberg (Schles.)         | 51.385         |
| Hirschberg (Riesengebirge) | 63.189         |
| Hoyerswerda                | 31.143         |
| Jauer                      | 33.601         |
| Landeshut (Schles.)        | 45.781         |
| Lauban                     | 64.988         |
| Liegnitz                   | 73.201         |
| Löwenberg                  | 67.037         |
| Lüben                      | 33.277         |
| Rothenburg (Oberlaus.)     | 51.374         |
| Sagan                      | 54.814         |
| Schönau                    | 26.082         |
| Sprottau                   | 33.697         |
| Regierungsbezirk Liegnitz  | 983.0200       |

| Kreis (ggf. Sitz)        | Einwohner 1871 |
| ------------------------ | -------------- |
| Beuthen                  | 234.895        |
| Cosel                    | 064.984        |
| Falkenberg (O. S.)       | 040.585        |
| Groß Strehlitz           | 061.264        |
| Grottkau                 | 044.279        |
| Kreuzburg (O. S.)        | 042.043        |
| Leobschütz               | 082.474        |
| Lublinitz                | 045.326        |
| Neiße                    | 093.315        |
| Neustadt (O. S.)         | 086.315        |
| Oppeln                   | 102.099        |
| Pleß                     | 090.131        |
| Ratibor                  | 116.517        |
| Rosenberg                | 046.886        |
| Rybnik                   | 074.121        |
| Tost-Gleiwitz (Gleiwitz) | 084.329        |
| Regierungsbezirk Oppeln  | 1.309.5630.    |

### Provinz Schleswig-Holstein
Nach der Annexion der Herzogtümer Schleswig und Holstein 1866 mit der Errichtung der Provinz Schleswig-Holstein wurden zunächst die beiden Regierungsbezirke Schleswig und Holstein gegründet. Diese wurde in den Stadtkreis Altona im Regierungsbezirk Holstein und Kreise eingeteilt. Am 1. Oktober 1868 wurde der Regierungsbezirk Holstein in den Regierungsbezirk Schleswig eingegliedert. Damit bestand die Provinz Schleswig-Holstein nur aus dem Regierungsbezirk Schleswig. Dieser gliederte sich in den Stadtkreis Altona und Kreise.
| Stadtkreis                  | Einwohner 1871 |
| --------------------------- | -------------- |
| Altona                      | 83.143         |
| Kreis (ggf. Sitz)           | Einwohner 1871 |
| Appenrade                   | 29.129         |
| Eckernförde                 | 45.183         |
| Eiderstedt (Tönning)        | 17.470         |
| Flensburg                   | 62.514         |
| Hadersleben                 | 60.335         |
| Husum                       | 35.597         |
| Kiel                        | 66.859         |
| Norderdithmarschen (Heide)  | 35.620         |
| Oldenburg (Holst.) (Cismar) | 46.541         |
| Pinneberg                   | 59.898         |
| Plön                        | 52.279         |
| Rendsburg                   | 42.946         |
| Schleswig                   | 60.736         |
| Segeberg                    | 42.220         |
| Sonderburg                  | 34.239         |
| Steinburg (Itzehoe)         | 60.601         |
| Stormarn (Schloss Reinbek)  | 62.534         |
| Süderdithmarschen (Meldorf) | 39.579         |
| Tondern                     | 58.450         |
| Regierungsbezirk Schleswig  | 995.8730       |

Am 1. Juli 1876 wurde das Herzogtum Lauenburg in die preußische Provinz Schleswig-Holstein eingegliedert und es wurde zum Kreis Herzogtum Lauenburg mit Sitz der Kreisverwaltung in Ratzeburg umgewandelt.

### Provinz Westfalen
| Kreis (ggf. Sitz)         | Einwohner 1871 |
| ------------------------- | -------------- |
| Altena                    | 054.984        |
| Arnsberg                  | 036.909        |
| Bochum                    | 148.716        |
| Brilon                    | 038.105        |
| Dortmund                  | 137.109        |
| Hagen                     | 109.215        |
| Hamm                      | 59.612         |
| Iserlohn                  | 53.350         |
| Lippstadt                 | 34.757         |
| Meschede                  | 33.627         |
| Olpe                      | 30.949         |
| Siegen                    | 59.779         |
| Soest                     | 48.914         |
| Wittgenstein (Berleburg)  | 19.789         |
| Regierungsbezirk Arnsberg | 865.815        |

| Kreis                   | Einwohner 1871 |
| ----------------------- | -------------- |
| Bielefeld               | 59.168         |
| Büren                   | 35.441         |
| Halle (Westf.)          | 27.840         |
| Herford                 | 68.795         |
| Höxter                  | 49.022         |
| Lübbecke                | 47.593         |
| Minden                  | 72.672         |
| Paderborn               | 40.362         |
| Warburg                 | 31.061         |
| Wiedenbrück             | 41.601         |
| Regierungsbezirk Minden | 473.5550       |

| Kreisfreie Stadt          | Einwohner 1871 |
| ------------------------- | -------------- |
| Münster (Westf.)          | 24.821         |
| Kreis (ggf. Sitz)         | Einwohner 1871 |
| Ahaus                     | 35.752         |
| Beckum                    | 39.018         |
| Borken                    | 40.342         |
| Coesfeld                  | 40.530         |
| Lüdinghausen              | 38.724         |
| Münster                   | 45.469         |
| Recklinghausen            | 52.897         |
| Steinfurt (Burgsteinfurt) | 44.493         |
| Tecklenburg               | 45.657         |
| Warendorf                 | 28.102         |
| Regierungsbezirk Münster  | 435.8050       |

### 1919–1938

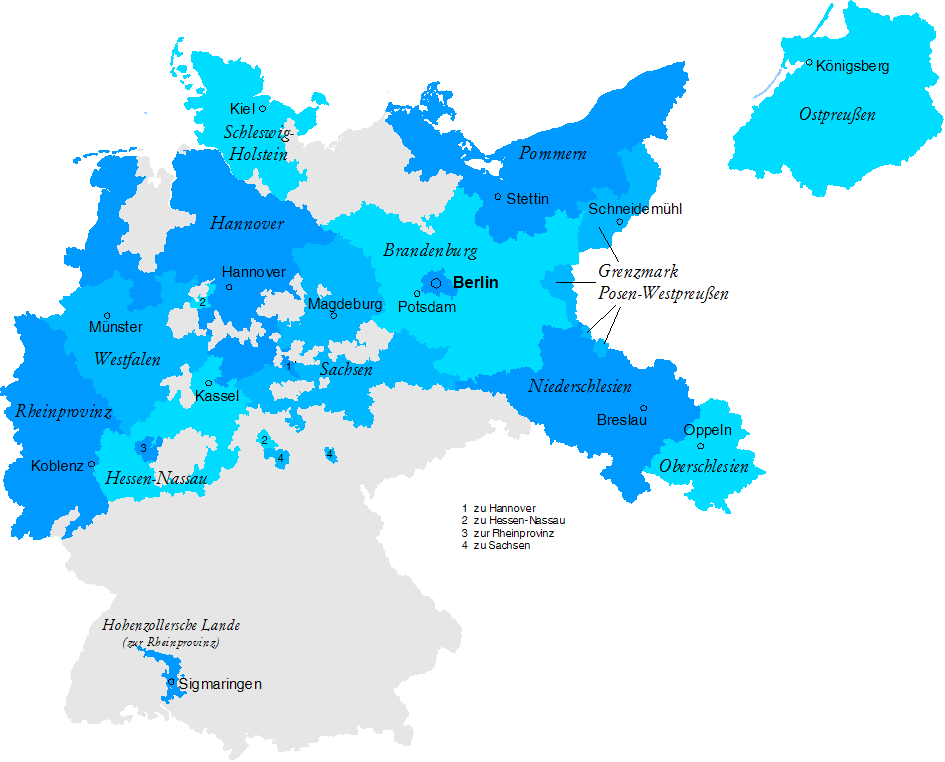
Die zwölf preußischen Provinzen, 1922–1938

Durch die Novemberrevolution wurde auf Reichs- und Länderebene die Monarchie abgeschafft und die Republik ausgerufen. Das bisherige Königreich bildete nun einen demokratischen, republikanischen Staat, den Freistaat Preußen.
Nach dem Ersten Weltkrieg wurde Deutschland durch den Friedensvertrag von Versailles zu großen Gebietsabtretungen gezwungen, die außer dem vollständig an Frankreich verlorenen Reichsland Elsaß-Lothringen ausschließlich Preußen betrafen:
- Der Norden Schleswig-Holsteins (Nordschleswig) musste an Dänemark abgetreten werden
- Der größte Teil der Kreise Eupen und Malmedy in der Rheinprovinz wurde nach Belgien umgegliedert (das heutige Ostbelgien)
- Die Provinz Posen wurde nahezu ganz an Polen abgetreten.
- Die Provinz Westpreußen kam überwiegend an Polen und an die von den Alliierten neugebildete Freie Stadt Danzig. Nur der östliche Teil Westpreußens blieb bei Preußen und wurde der Provinz Ostpreußen angegliedert.

Die ebenfalls bei Preußen verbliebenen restlichen Gebiete von Posen und Westpreußen wurden 1922 zu einer neuen (geographisch zweigeteilten) Provinz vereinigt, die den Namen Provinz Grenzmark Posen-Westpreußen erhielt und deren Hauptstadt Schneidemühl wurde.
1919 war die Provinz Schlesien in zwei Provinzen Niederschlesien (Hauptstadt: Breslau) und Oberschlesien (Hauptstadt: Oppeln) aufgeteilt worden. Berlin schied ein Jahr später aus dem Provinzialverband Brandenburg aus und bildete eine eigene Provinz.
Ab 1922 bestand der Freistaat Preußen somit aus den folgenden 12 Provinzen und Berlin:
- Stadt Berlin (seit 1920 Groß-Berlin umfassend) als provinzfreier Regierungsbezirk mit provinzähnlichen Funktionen
- Brandenburg
- Hannover
- Hessen-Nassau
- Ostpreußen
- Pommern
- Grenzmark Posen-Westpreußen
- Rheinprovinz (einschließlich der Hohenzollernschen Lande und der Exklave Wetzlar)
- Provinz Sachsen
- Niederschlesien
- Oberschlesien
- Schleswig-Holstein
- Westfalen

### 1938–1947

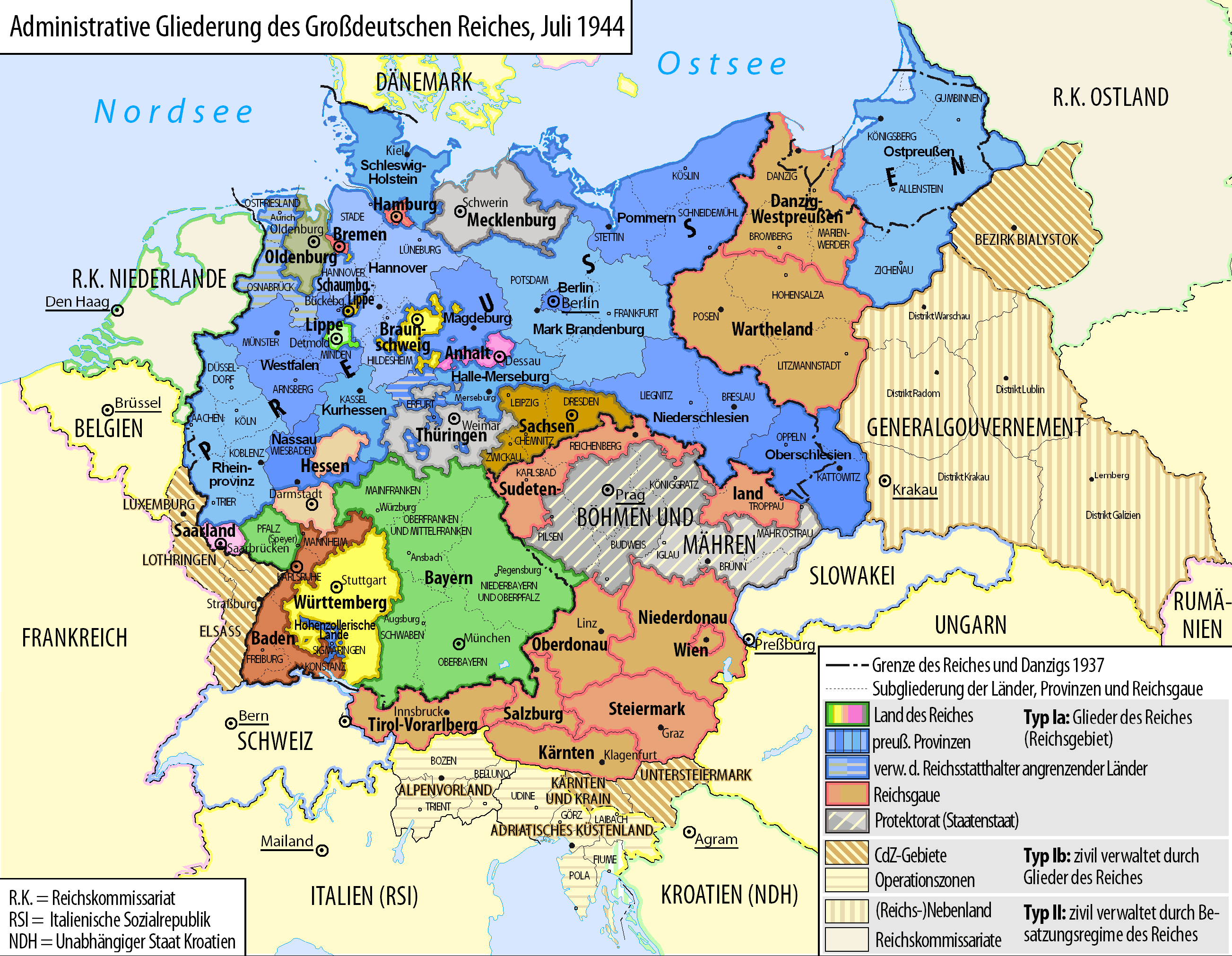
Gliederung des Großdeutschen Reiches 1944

1938 wurden die beiden schlesischen Provinzen wiedervereinigt, jedoch schon 1941 wieder getrennt. Die Provinz Grenzmark Posen-Westpreußen wurde 1938 aufgelöst und auf die Nachbarprovinzen Pommern, Brandenburg und Schlesien aufgeteilt. Am 21. März 1939 wurde die Provinz Brandenburg in Mark Brandenburg umbenannt. 1944 wurde die Provinz Hessen-Nassau in Kurhessen und Nassau sowie die Provinz Sachsen in die Provinz Halle-Merseburg, Provinz Magdeburg und den Regierungsbezirk Erfurt geteilt. Letzterer war keiner preußischen Provinz mehr zugeordnet, sondern durch den Reichsstatthalter und Gauleiter von Thüringen verwaltet.
Somit bestand Preußen 1944 bis zu seiner formellen Auflösung 1947 aus 13 Provinzen und Berlin. Die rückwirkende Festlegung der Reichsgrenzen durch die Alliierten auf das Deutsche Reich in den Grenzen vom 31. Dezember 1937 änderte an der Zahl der Provinzen nichts; denn formal wurden nur die Rheinprovinz, Oberschlesien und Ostpreußen auf den Stand von 1938 zurückgesetzt.

### Nach 1945
Nach 1945 wurde Preußen gem. Artikel 1 des Kontrollratsgesetzes Nr. 46 des Alliierten Kontrollrates aufgelöst und unter der Sowjetunion, Polen und den neuen deutschen Ländern in vier Besatzungszonen aufgeteilt:
- Die Rheinprovinz wurde entlang von Regierungsbezirksgrenzen südlich von Bonn geteilt, das Gebiet südlich kam in die Französische Besatzungszone und später zum dort gegründeten neuen Bundesland Rheinland-Pfalz, der größere Nordteil in die Britische Zone und zum neuen Land Nordrhein-Westfalen. Hauptstadt wurde Düsseldorf, der bisherige Sitz des Provinziallandtags der Rheinprovinz. Den südlichsten Teil der Rheinprovinz trennten die Franzosen 1947 von ihrer Besatzungszone und damit von Deutschland ab; er trat 1957 nach einer Volksabstimmung der Bundesrepublik Deutschland bei und bildet dort das Saarland. Der Regierungsbezirk Sigmaringen wurde, ebenfalls in der Französischen Zone, Teil von Württemberg-Hohenzollern.
- Die Provinz Westfalen lag in der britischen Zone und wurde Bestandteil des Landes Nordrhein-Westfalen.
- Die Provinz Kurhessen und die Provinz Nassau lagen zum größten Teil in der Amerikanischen Besatzungszone und wurden von der dortigen Besatzungsmacht mit dem bisherigen nichtpreußischen Volksstaat Hessen zu Groß-Hessen, dem heutigen Land Hessen, zusammengeschlossen. Hauptstadt wurde Wiesbaden, bisher Hauptstadt der Provinz Nassau, die andere Provinzhauptstadt Kassel und die bisherige Landeshauptstadt Darmstadt bewarben sich erfolglos, während sich die größte Stadt, Frankfurt am Main, nicht für die Landesregierung, sondern nur als Bundeshauptstadt bewarb.

- Die Provinz Hannover gehörte zur britischen Zone; im August 1946 wurde daraus das Land Hannover, das drei Monate später mit den Ländern Braunschweig, Oldenburg und Schaumburg-Lippe zum neuen Land Niedersachsen vereinigt wurde; die bisherige Provinzhauptstadt Hannover wurde Landeshauptstadt.
- Die Provinz Halle-Merseburg und die Provinz Magdeburg lagen in der Sowjetischen Besatzungszone und wurden 1945 zusammen mit dem Freistaat Anhalt zur neuen preußischen Provinz Sachsen, die 1946 in Provinz Sachsen-Anhalt umbenannt wurde und am 10. Januar 1947 auf sowjetische Anordnung zum Land Sachsen-Anhalt wurde. Hauptstadt wurde Halle (Saale).
- Der Regierungsbezirk Erfurt wurde an das Land Thüringen (1920–1952) angeschlossen.
- Die Provinz Oberschlesien fiel vollständig an Polen und war damit obsolet.
- Die Provinz Niederschlesien fiel zum größten Teil an Polen und war damit obsolet, die wenigen bei Deutschland verbliebenen Landkreise wurden dem in der Sowjetzone gegründeten Land Sachsen zugeteilt.
- Die Provinz Mark Brandenburg verlor das östliche Drittel ihres Landes (die Neumark) an Polen, die zur sowjetischen Zone gehörenden Gebiete wurden zu einem eigenständigen Land Brandenburg erhoben.
- Die Provinz Pommern fiel zum größeren Teil an Polen, das mit Ausnahme der Hauptstadt Stettin überwiegend deutsch gebliebene Vorpommern wurde von der sowjetischen Besatzungsmacht mit dem benachbarten Mecklenburg zum Land Mecklenburg-Vorpommern vereint, das jedoch ab 1947 nur noch „Mecklenburg“ hieß.
- Die Provinz Ostpreußen entfiel ersatzlos, da ihr gesamtes Territorium verlorenging. Der südliche Teil fiel an Polen, der nördliche an die Sowjetunion (das Memelland an die Litauische SSR, die übrigen Gebiete an die RSFSR).

Die östlich von Oder und Lausitzer Neiße gelegenen Gebiete – und die westlich davon liegenden Regionen Swinemünde und Stettin – fielen 1945 unter polnische oder sowjetische Verwaltung. Der größte Teil der östlich der Oder-Neiße-Grenze lebenden deutschen Bevölkerung, etwa 11 Millionen Menschen, floh oder wurde vertrieben. In den Ostgebieten des Deutschen Reiches wurden nach 1945 vor allem polnische Neusiedler aus Zentralpolen sowie rund 1,5 Millionen Vertriebene aus den ehemals polnischen Ostgebieten angesiedelt.
Die in der sowjetischen Zone liegenden Länder Thüringen, Sachsen, Sachsen-Anhalt, Brandenburg und Mecklenburg wurden von der DDR 1952 ihrerseits aufgelöst und durch 14 Bezirke ersetzt, jedoch nach der deutschen Wiedervereinigung 1990 in leicht veränderter Form wiederbegründet.

### Ehemals preußische Gebietseinheiten in den heutigen Ländern
Unterhalb der Provinzebene bestehen zahlreiche preußische Verwaltungseinheiten bis heute fort. Fünf der 21 heute noch bestehenden Regierungsbezirke sowie zahlreiche Landkreise wurden in preußischer Zeit gegründet und seither teilweise kaum verändert. Die Regierungsbezirke Arnsberg, Düsseldorf, Köln und Münster in Nordrhein-Westfalen sind mehr als 200 Jahre alt (Dienstbeginn war der 22. April 1816) und gehören damit zu den ältesten bestehenden regionalen Verwaltungseinheiten in Deutschland.
Jedes der 16 Länder der heutigen Bundesrepublik hat mehr oder weniger großen Anteil an ehemals preußischem Gebiet:
| Baden-Württemberg      | Zu Baden-Württemberg gehören die ehemaligen Hohenzollerschen Lande, der ehemalige Regierungsbezirk Sigmaringen. Die beiden dortigen Landkreise Sigmaringen und Hechingen wurden zum Jahresende 1972 aufgelöst. |
| Bayern                 | In Bayern liegen die bis 1805/07 preußischen Fürstentümer Ansbach und Bayreuth/Kulmbach. |
| Berlin                 | Berlin ist das einzige Land, dessen Territorium zu 100 % zu Preußen gehörte. Die heutige Verwaltungsstruktur der Stadt wurde im Wesentlichen bereits im Groß-Berlin-Gesetz von 1920 festgelegt. Der Bezirk Neukölln, der Bezirk Reinickendorf und der Bezirk Spandau bestehen seither weitgehend unverändert. |
| Brandenburg            | Brandenburg gehörte überwiegend zur gleichnamigen preußischen Provinz. Im Norden umfasst es vormals mecklenburgische Gebiete, unter anderem das Fürstenberger Werder mit der Stadt Fürstenberg/Havel. Im Westen und Süden hat es Anteil an ehemaligen Gebieten der Provinz Sachsen sowie des Freistaats Sachsen. Die Regierungsbezirke Potsdam und Frankfurt (Oder) wurden 1946 aufgelöst, erstanden aber 1952 in verändertem Umfang als DDR-Bezirke Potsdam und Frankfurt wieder. Ebenfalls 1952 wurden die Landkreise völlig neu zugeschnitten. Das 1990 neugegründete Land Brandenburg hat keine Regierungsbezirke. |
| Bremen                 | Das Land Bremen umfasst ehemals preußische Gebiete der Provinz Hannover im Bereich von Bremen-Nord und Bremen-Ost sowie der heute zu Bremerhaven gehörenden Stadt Wesermünde. |
| Hamburg                | Das Land Hamburg erhielt 1937 durch das Groß-Hamburg-Gesetz die preußischen Städte Harburg-Wilhelmsburg, Altona und Wandsbek sowie weitere Gebiete der Provinzen Hannover und Schleswig-Holstein. |
| Hessen                 | Der Norden, Westen und Osten des Landes gehörte seit der Okkupation 1866 zu Preußen, ab 1868 zur Provinz Hessen-Nassau. Der Kreis Wetzlar gehörte bereits ab 1815 als Exklave zur Rheinprovinz. Der Regierungsbezirk Wiesbaden wurde erst 1968 aufgelöst, der Regierungsbezirk Kassel besteht bis heute in fast unveränderter Form. Während im nichtpreußischen Teil Hessens noch vier Landkreise annähernd in ihrer 1822 geschaffenen Form existieren, wurden alle 1821 geschaffenen und 1866 von Preußen übernommenen kurhessischen Kreise während der Gebietsreformen zu größeren Einheiten fusioniert. Die Landkreise Kassel und Fulda existieren bis heute unter diesem Namen, allerdings um benachbarte Landkreise vergrößert. |
| Mecklenburg-Vorpommern | Das Land umfasst das Gros des deutsch gebliebenen Teils der Provinz Pommern und kleinere Gebiete der Provinz Brandenburg. Von der Provinz Schleswig-Holstein kamen durch das Barber-Ljaschtschenko-Abkommen im November 1945 die Gemeinden Dechow, Groß und Klein Thurow sowie Lassahn dazu. Der Landkreis Rügen bestand mit Ausnahme einer zwischenzeitlichen Aufteilung in praktisch unveränderter Form von 1818 bis 2011. Auch einen Landkreis Demmin gab es bereits so lange. Der bis 2011 bestehende Landkreis war allerdings Produkt einer Zusammenlegung mehrerer kleinerer Landkreise einschließlich eines mecklenburgischen.                                                                                                |
| Niedersachsen          | Den größten Teil von Niedersachsen stellt das Gebiet der Provinz Hannover. Die von Preußen gegründeten Regierungsbezirke Aurich, Hildesheim, Stade und Osnabrück bestanden bis 1978, die Regierungsbezirke Hannover und Lüneburg sogar bis zur Abschaffung der Bezirksregierungen im Jahr 2004. Die Landkreise in der Provinz Hannover wurden 1885 geschaffen, einige von ihnen bestehen bis heute unter gleichem Namen, aber meist um Nachbarkreise vergrößert fort. |
| Nordrhein-Westfalen    | Das Land entstand aus dem Norden der preußischen Rheinprovinz und der Provinz Westfalen sowie dem Freistaat Lippe, mit Ausnahme der lippischen Gebiete gehörte das gesamte heutige Land zum preußischen Territorium. Die Landschaftsverbände Westfalen-Lippe und Rheinland führen die Tradition der beiden früheren Provinzen weiter. Vier der fünf Regierungsbezirke des Landes stammen aus der preußischen Zeit. |
| Rheinland-Pfalz        | Rheinland-Pfalz umfasst den Südteil der Rheinprovinz und einen kleinen Teil der Provinz Hessen-Nassau. Die 1816 gegründeten Regierungsbezirke Koblenz und Trier wurden bis ins Jahr 2000 weitergeführt, als in Rheinland-Pfalz die mittlere Verwaltungsebene abgeschafft wurde. |
| Saarland               | Das Saarland gehörte zu 2⁄3 zur preußischen Rheinprovinz und zu 1⁄3 zur bayerischen Pfalz. Bayerisch waren der heutige saarländische Saarpfalz-Kreis mit Ausnahme von Rentrisch, die heute zu Saarbrücken gehörenden Orte Ensheim und Eschringen sowie Schnappach, das heute zu Sulzbach gehört. |
| Sachsen                | Der Freistaat Sachsen umfasst Teile Niederschlesiens rund um Görlitz und Hoyerswerda sowie Teile der Provinz Sachsen nördlich von Leipzig. |
| Sachsen-Anhalt         | Sachsen-Anhalt ist der Nachfolgestaat der preußischen Provinz Sachsen. Mit Ausnahme des ehemaligen Freistaats Anhalt und braunschweigischer Gebiete (Ost-Landkreis Blankenburg, Calvörde) gehörte das Landesgebiet früher ganz zu Preußen. Der 1815 gegründete Regierungsbezirk Magdeburg wurde erst 2004 aufgelöst. Der Regierungsbezirk Merseburg bestand als Regierungsbezirk Halle ebenfalls bis 2004 weiter. In der DDR gab es an ihrer Stelle die Bezirke Magdeburg und Halle. |
| Schleswig-Holstein     | Schleswig-Holstein ging – wie Brandenburg – unmittelbar aus der ehemaligen preußischen Provinz Schleswig-Holstein hervor. Fast das gesamte Landesgebiet gehörte zu Preußen, einige Gebiete (vor allem Großhansdorf, die Städte Lübeck und Geesthacht, der Kreis Eutin sowie der Domhof Ratzeburg) allerdings erst seit dem Groß-Hamburg-Gesetz von 1937. Die mecklenburgischen Gemeinden Bäk, Mechow, Römnitz und Ziethen bei Ratzeburg kamen erst im November 1945 durch das Barber-Ljaschtschenko-Abkommen dazu. |
| Thüringen              | Der Norden und die Mitte des heutigen Freistaats gehörten zum Regierungsbezirk Erfurt in der Provinz Sachsen. |